# Puerto Ordaz
Puerto Ordaz è una città dello stato federale venezuelano di Bolívar nel comune di Ciudad Guayana.

## Storia
Fondata nel 1952 come porto per l'esportazione dei minerali lungo il Río Caroní nel punto in cui questo confluisce nel fiume Orinoco. Puerto Ordaz è sede di imprese minerarie, specialmente ferro e alluminio, e idroelettriche.
Il suo aeroporto serve come snodo per i collegamenti con le zone selvagge dello Stato Bolívar e con il resto del paese. Insieme alla città di San Félix forma un agglomerato urbano che dal 1961 ha ufficialmente il nome di Ciudad Guayana e contava nel 2005 circa 850.000 abitanti e ha un'area metropolitana con oltre 1.400.000 persone.
Nella zona sorge il maggior centro siderurgico venezuelano costruito dall'italiana Italsider negli anni sessanta.

## Etimologia
Il nome della località rende omaggio all'esploratore spagnolo Diego de Ordaz, che fu il primo europeo a esplorare e a realizzare una cartografia del rio Orinoco, nel 1530 durante una delle tante spedizioni alla ricerca del mitico El Dorado.

## Infrastrutture e trasporti

### Porti
Ci sono tredici porti che servono come punto di approdo del traffico lungo il rio Orinoco. Il porto principale, verso cui si indirizza la maggior parte del traffico, è gestito dalla società Sidor e viene utilizzato soprattutto per l'esportazione dell'acciaio.
L'aeroporto internazionale Manuel Piar: è il principale aeroporto dello stato Bolívar per numero di passeggeri (2.800 al giorno). Dispone di una pista di atterraggio lunga 2,05 km, per la quale è previsto un piano per un allungamento di altri 550 metri per permettere l'atterraggio di aerei più grandi.
Il Terminal degli Autobus per la città è situato di fronte alla Piazza de la Paz, a 500 m dall'aeroporto.

## Centrali idroelettriche
In Puerto Ordaz si trovano le centrali idroelettriche di Macagua I, Macagua II e Caruachi. Inoltre appena fuori dei confini di Ciudad Guayana si trova le centrali di Guri e di Tocoma.
Guri è la seconda centrale più grande del mondo come capacità di generazione di energia idroelettrica. Essa sfrutta la diga di Guri, il secondo lago più grande del Venezuela lungo il Río Caroni a circa 80 km dalla sua confluenza con l'Orinoco.

## Università
Con l'agglomerato di San Félix ospita diverse sedi universitarie:
- Universidad Católica Andrés Bello - Guayana (UCAB) (Puerto Ordaz)
- Universidad Nacional Experimental Politécnica (UNEXPO) (Puerto Ordaz)
- Universidad Nacional Experimental de Guayana (UNEG) (Puerto Ordaz)
- Universidad Nacional Experimental Politécnica de la Fuerza Armada Bolivariana (UNEFA) (Puerto Ordaz e San Félix)
- Universidad Gran Mariscal de Ayacucho (UGMA) (Puerto Ordaz e San Félix)